# United Shipbuilding Corporation
Die United Shipbuilding Corporation (USC; russisch АО «Объединённая судострои́тельная корпора́ция» (ОСК), transkribiert Obedinjonnaja sudostroitelnaja korporazija) ist das größte Schiffbauunternehmen in Russland, das als Werftengruppe Handelsschiffbau und Marineschiffbau betreibt.

## Gründung
Der USC-Konzern wurde im März 2007 mit von Wladimir Putin unterzeichneten Präsidialdekreten (Ukas) gegründet. Die Unternehmensgruppe besteht aus vielen Gesellschaften, die in vier regionalen Gebiete gegliedert sind, das westliche Schiffbau-Zentrum in Sankt Petersburg, das nördliche Schiffbau- und Instandhaltungs-Zentrum in Sewerodwinsk, das südliche Zentrum und das Wladiwostoker Schiffbau- und Instandhaltungs-Zentrum im Fernen Osten. Der Staat hält 100 % der Anteile.

## Tochtergesellschaften
Die United Shipbuilding Corporation ist das größte russische Schiffbau-Unternehmen mit mehr als 60 Firmen. Mehr als 80.000 Mitarbeiter sind in den folgenden (Auszug) russischen Entwurfs- und Konstruktionsbüros, Werften und Zulieferfirmen angestellt:
- Sewernaja Werft (ОАО СЗ «Северная верфь»), Sankt Petersburg

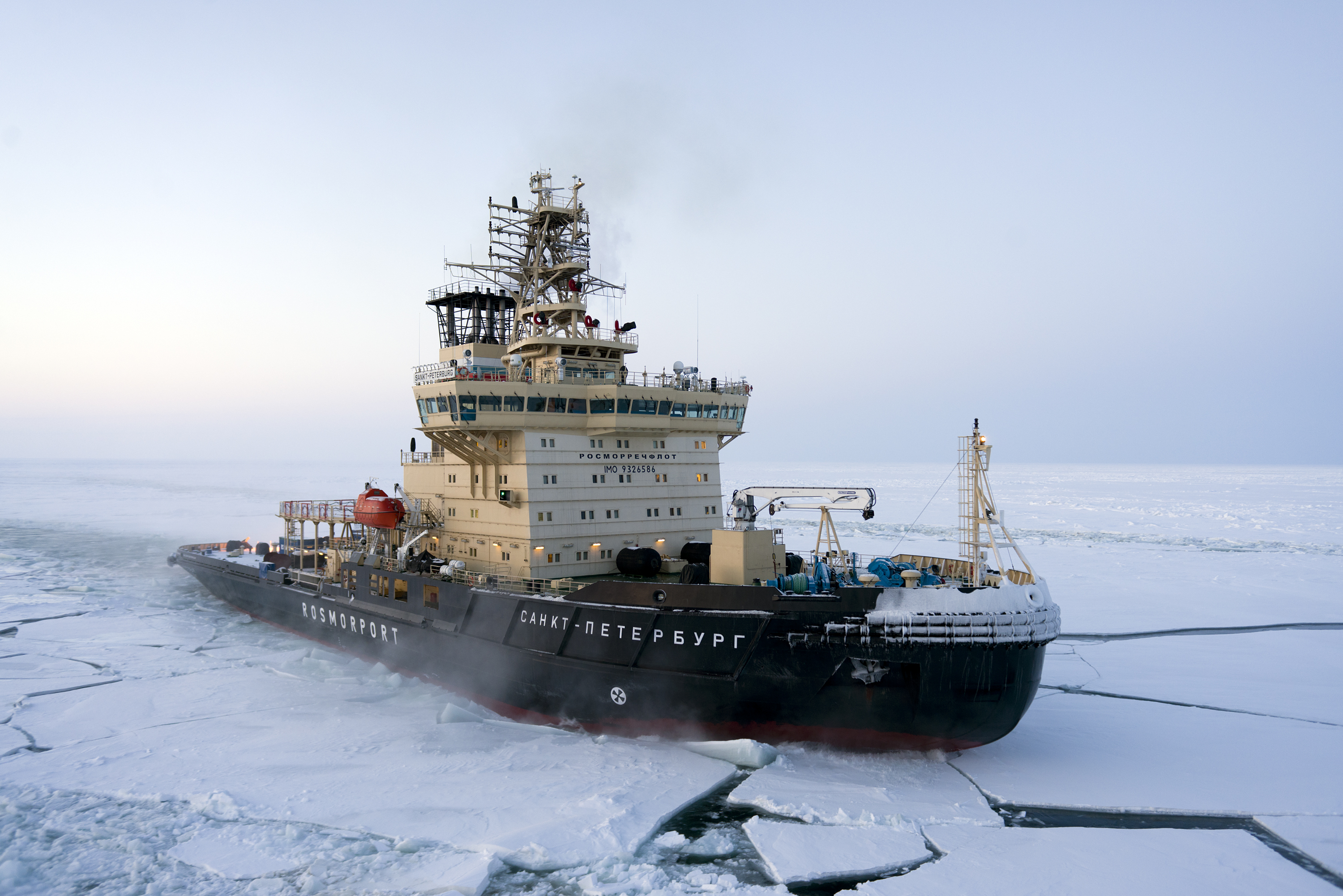
Sankt-Peterburg, zweiter Eisbrecher einer Serie, die vom Baltischen Werk in Sankt Petersburg, Wyborger Werft in Wyborg und der Arctech Helsinki Shipyard in Helsinki gebaut wurde

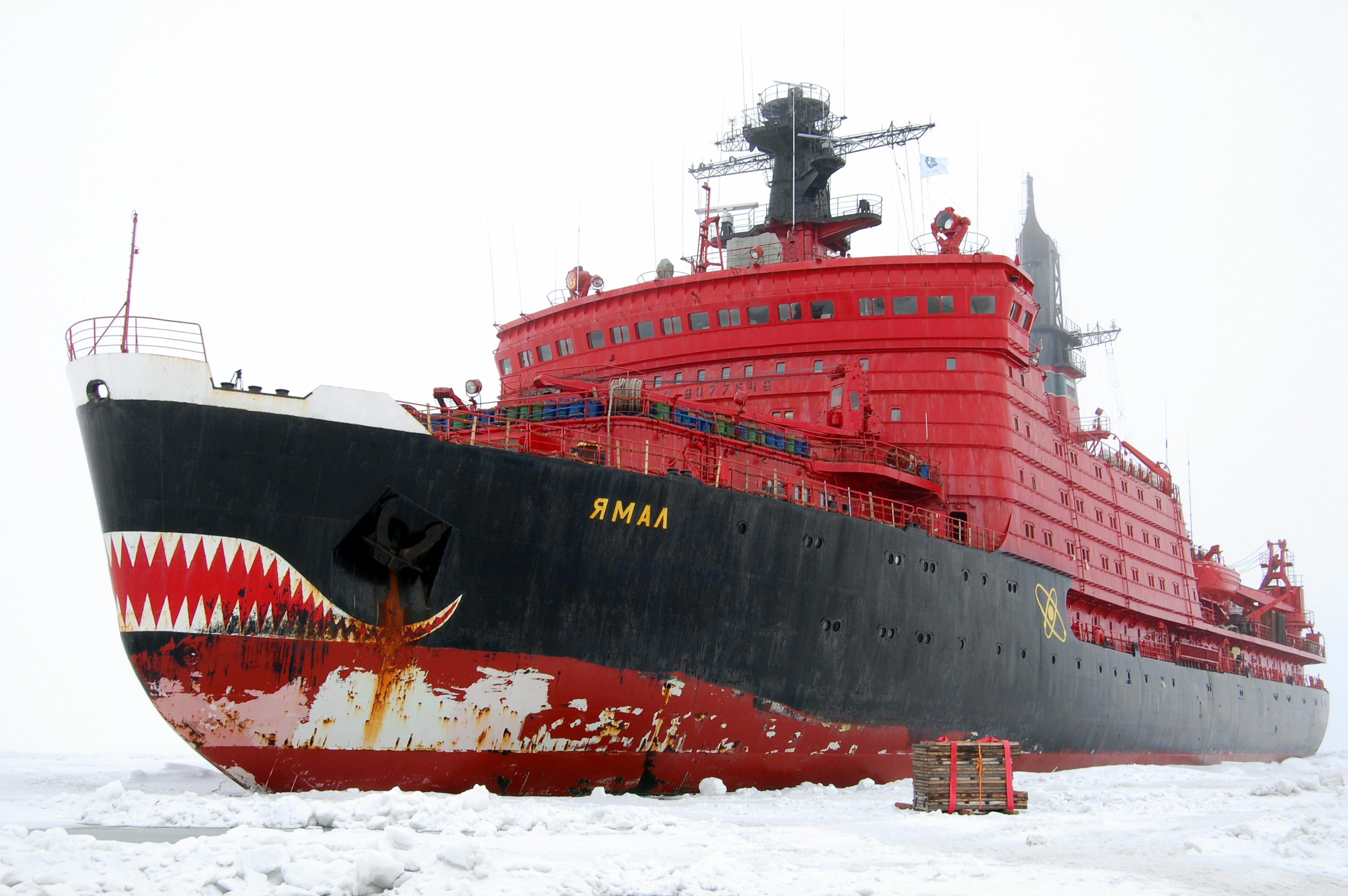
Yamal, im Baltischen Werk in Sankt Petersburg gebauter Eisbrecher mit Kernenergieantrieb am Nordpol im August 2009

- Sredne-Newski-Werft, Sankt Petersburg
- „Jantar“-Werft, Kaliningrad (ehemalige Schichau-Werft)
- Zentrum für Schiffsreparatur „Swesdotschka“ (АО ЦС «Звездочка»), Sewerodwinsk
- Zentrum für Schiffsreparatur „Swesdotschka“, Sewastopol[4]
- 10. Werft (10 СРЗ), Poljarny
- 33. Werft (33 СРЗ), Baltijsk
- 35. Schiffsreparaturwerk (Zweigniederlassung des Zentrums für Schiffsreparatur „Swesdotschka“; «35 СРЗ» Филиал АО ЦС «Звездочка»), Murmansk
- Admiralitätswerft (АО «Адмиралтейские верфи»), Sankt Petersburg
- Amur-Werft (ПАО «Амурский Судостроительный Завод»), Komsomolsk am Amur
- Arctech Helsinki Shipyard, Helsinki
- Baltisches Werk, Sankt Petersburg
- Gruppe „KNRG“ (КНРГ), Astrachan
- Werft „Lotos“ (АО Судостроительный завод «Лотос»), Narimanow
- Chabarowsker Werft (АО «Хабаровский судостроительный завод»), Chabarowsk
- Kronstadtski morskoi sawod (АО «Кронштадтский морской завод»), Kronstadt
- Sewmasch-Werft, Sewerodwinsk
- Wyborger Werft (ПАО «Выборгский судостроительный завод»), Wyborg
- Swetlowsker Unternehmen „ERA“ (ОАО Светловское предприятие «ЭРА»), Swetly (Zulieferbetrieb: E-Technik, Elektronik, Automation)
- Nördliche Produktionsvereinigung „Arktika“ (АО СПО «Арктика»), Sewerodwinsk (Zulieferbetrieb: E-Technik, Elektronik)
- Reparaturwerft Swesdotschka

Die Unternehmen des USC-Konzerns beschäftigen sich vorwiegend mit dem Schiffsentwurf, der Schiffskonstruktion und dem Bau von zivilen Schiffen und Offshorekonstruktionen sowie dem Entwurf, der Konstruktion und dem Bau von militärischen Schiffen.

## Internationale Sanktionen
Im März 2022 wurde United Shipbuilding Corporation auf eine Sanktionsliste der Europäischen Union gesetzt.